# Castello di Malbork
Il castello di Malbork (in polacco Zamek w Malborku; in tedesco Ordensburg Marienburg) venne costruito dall'Ordine teutonico come un Ordensburg, cui venne dato il nome di Marienburg (letteralmente "castello di Maria", la patrona dell'ordine). La città che vi crebbe attorno assunse lo stesso nome, oggi divenuta Malbork e appartenente alla Polonia.
Costruito per ordine di Siegfried von Feuchtwangen, il castello di Malbork è situato sulla sponda sudorientale del fiume Nogat ed è quindi accessibile alle navi mercantili e alle chiatte. Esso era inizialmente un convento, poi trasformato in un castello a tutti gli effetti.
Il castello di Malbork è costituito da tre parti: il castello alto, cioè l'ex convento; il castello medio, con le abitazioni degli inservienti e alcuni servizi; il castello basso, nel quale vi era il karwan, uno spaccio di armi di ogni genere. Durante la guerra dei tredici anni molte stanze del castello si riempirono di armi varie da utilizzare contro un'eventuale invasione. Il castello ritrovò tuttavia le sue funzioni originali con la dominazione polacca.
Il castello, che al proprio interno ospita anche un museo, è un classico esempio di fortezza medievale; è il più grande castello del mondo costruito in mattoni (in generale è l'edificio in mattoni più grande mai costruito dall'uomo) e uno dei più imponenti dell'Europa. Il castello e il suo museo fanno parte dei Patrimoni dell'umanità dell'UNESCO sin dal dicembre 1997.

## Posizione geografica

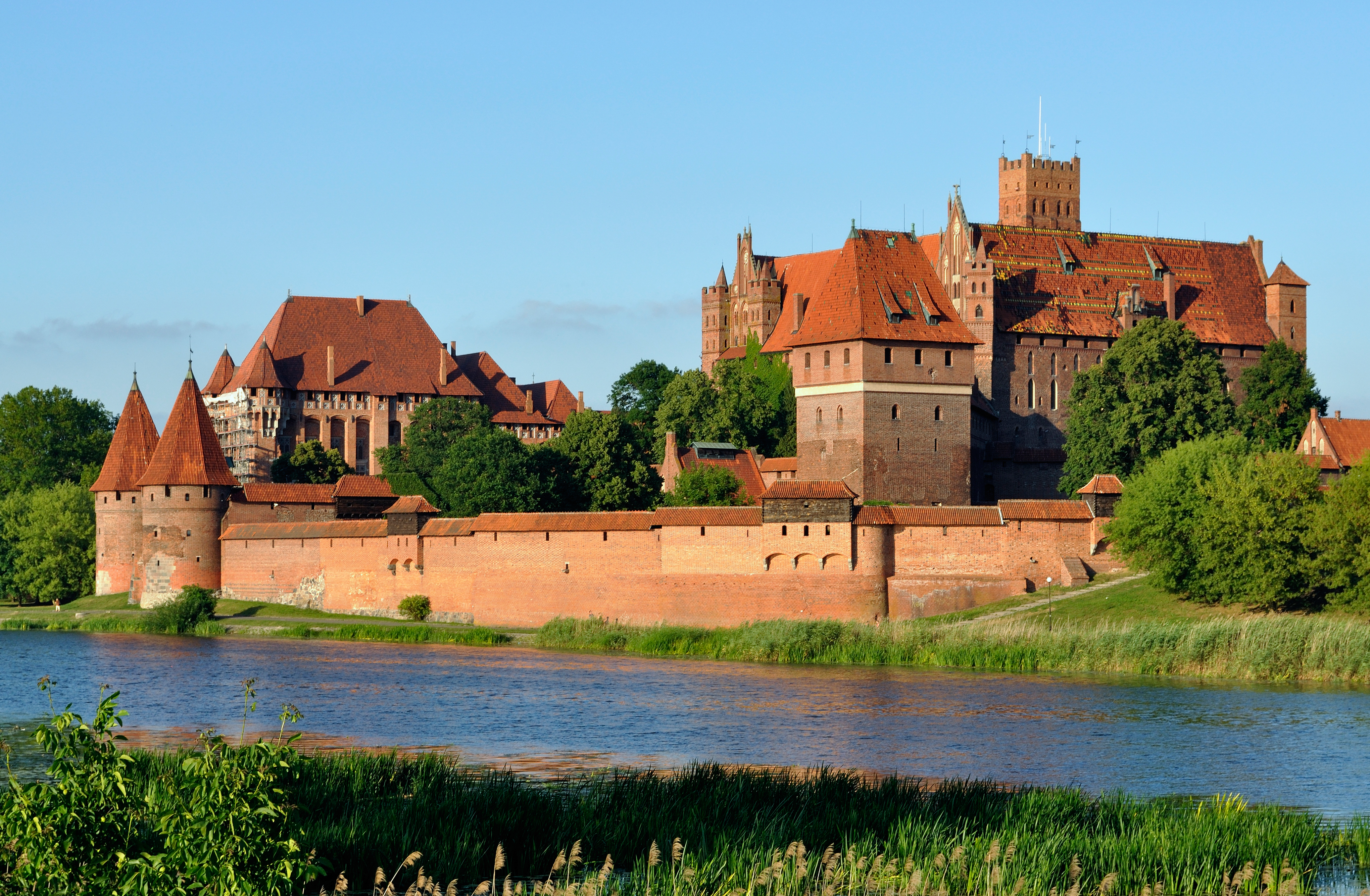
Il castello di Malbork, situato sul fiume Nogat

La posizione del castello direttamente sul fiume Nogat ed il terreno circostante relativamente piatto ne permisero un'ottima accessibilità a chiatte e navi mercantili. Sotto il governo della Prussia i cavalieri raccoglievano i pedaggi dalle navi in transito creando un monopolio sul commercio dell'ambra. Quando la città entrò a far parte della Lega anseatica molte riunioni si tennero al castello. Il castello fu difeso da Heinrich von Plauen durante l'assedio di Marienburg del 1410, riuscendo così ad impedire il totale annientamento dei Cavalieri teutonici dopo la disastrosa sconfitta nella battaglia di Grunwald.

## Storia

### La costruzione

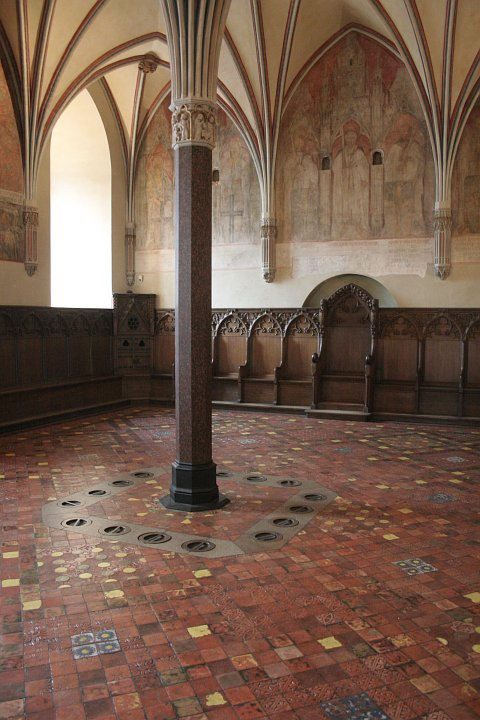
L'interno del palazzo del proprietario

Nel 1217 papa Onorio III decise di intraprendere una serie di missioni volte a portare la cristianità ai prussiani. Per svolgere questo compito venne chiesto aiuto all'Ordine teutonico, cui vennero concessi territori sui quali i cavalieri si stanziarono a partire dal 1230.
Su questi terreni i cavalieri dell'Ordine costruirono numerosi castelli. L'edificazione di quello di Malbork iniziò nel 1270, ma la sua importanza crebbe in modo decisivo solo il 14 settembre 1309, quando il gran maestro Siegfried von Feuchtwangen vi trasferì la sede dell'Ordine Teutonico. Oggi il castello è riconosciuto come l'edificio gotico fortificato più grande d'Europa, che subito divenne il quartier generale di uno dei più potenti Stati della costa baltica meridionale. Divenne presto chiaro però che il castello era inadeguatamente organizzato e privo di personale per coprire questo importante ruolo.
Inizialmente, nel luogo dove oggi sorge il castello era presente un convento, che è stato trasformato in quarant'anni in un castello servito di tutte le difese possibili. Circondata da un profondo fossato e da molte torri di avvistamento, l'ampia fortezza contiene anche alcuni edifici religiosi, tra i quali la chiesa della Nostra Signora, ampliata recentemente con la costruzione del presbiterio, e la cappella di Sant'Anna, dove per secoli vennero sepolte le salme dei padroni del castello. Le precedenti celle dei frati furono trasformate in un ben servito quartiere residenziale, conosciuto come castello medio.
Oltre alle abitazioni, il castello medio includeva anche il refettorio (la più ampia stanza nel castello), l'infermeria, dove i membri dell'Ordine anziani o malati venivano curati, e il palazzo del proprietario del castello.
Durante il XIV e il XV secolo una terza parte del castello fu aggiunta: il castello basso, nel quale erano presenti altre abitazioni. Fu qui che il Karwan, una grossa vendita di cannoni e veicoli militari, fu creato. Il castello basso è inoltre servito di un granaio sulle rive del fiume e di una serie di edifici di servizio, tra i quali una fonderia per la produzione di campane, birrerie e scuderie. È stata costruita anche la cappella di San Lorenzo, più lontana rispetto agli altri edifici. Con la costruzione del castello basso, fu necessario prolungare le mura e il fossato. Queste mura si uniscono alle altre fortificazioni della città di Malbork, e si prolungano per altre centinaia di metri verso sud.

### La guerra dei tredici anni

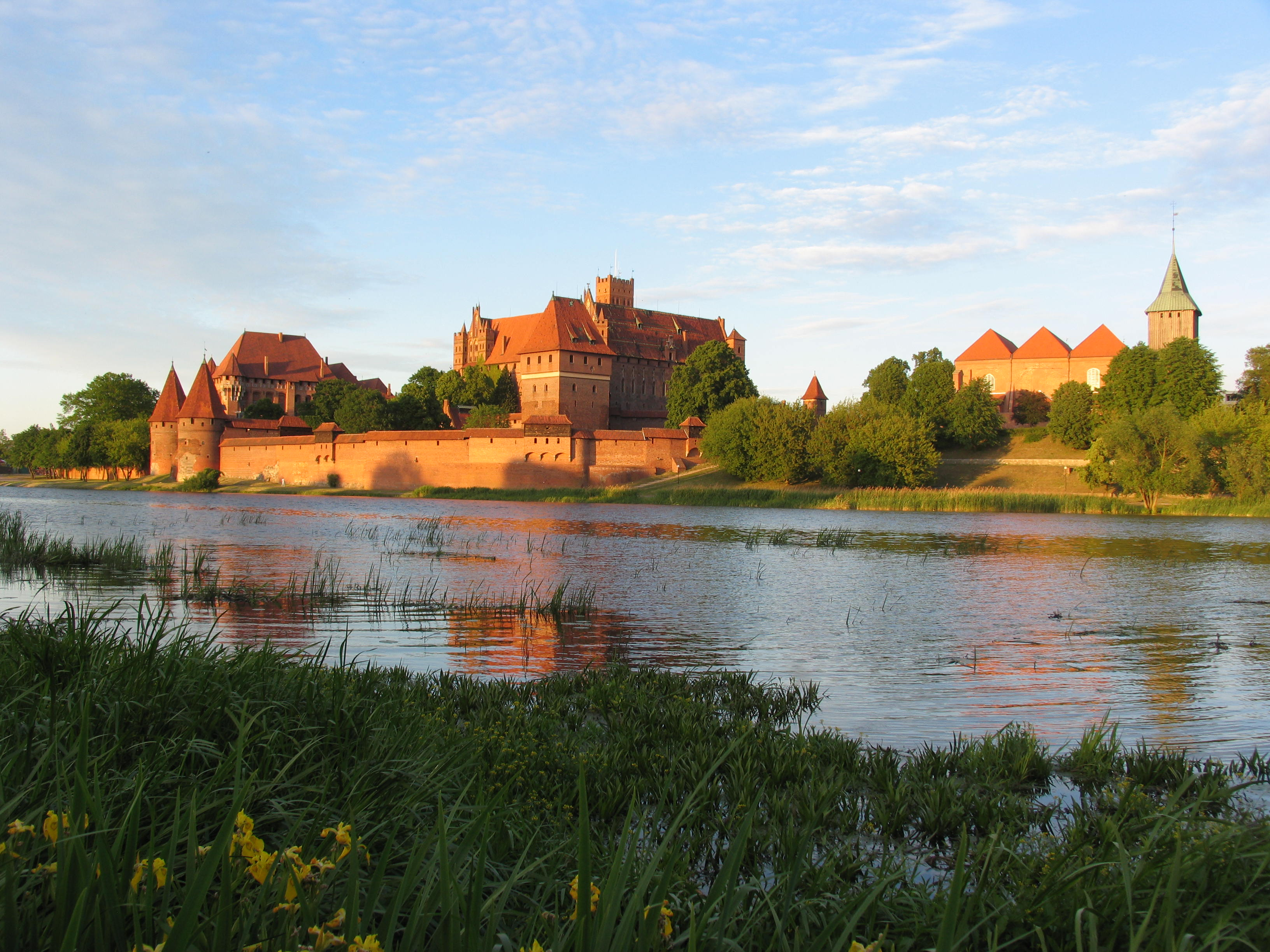
Veduta del castello e, a destra, della chiesa di San Giovanni

Durante la guerra dei tredici anni, nel giugno 1457, l'armata polacca assediò Malbork. La gestione del castello fu affidata a una famiglia nobile polacca. In questo periodo, che ha coperto gli interi secoli XVI e XVII, è facile notare, dai reperti scritti e dai dipinti, come siano cambiate le funzioni delle stanze nel castello. Il castello alto cessò di funzionare come convento e divenne l'area dei servizi. Pepe, sale, birra e altri tipi di alimenti venivano venduti in questa zona del castello. Il castello medio aveva pressappoco la stessa funzione di prima: era costituito dalle abitazioni dei soldati e degli ufficiali. Il castello basso venne utilizzato a scopi strettamente militari. Cannoni, munizioni e armi da fuoco di ogni genere furono messi nel Karwan, il vecchio spaccio di armi, e le torri e i bastioni furono usati come cantine o come stanze alternative al Karwan dove riporre le armi.

### La dominazione polacca

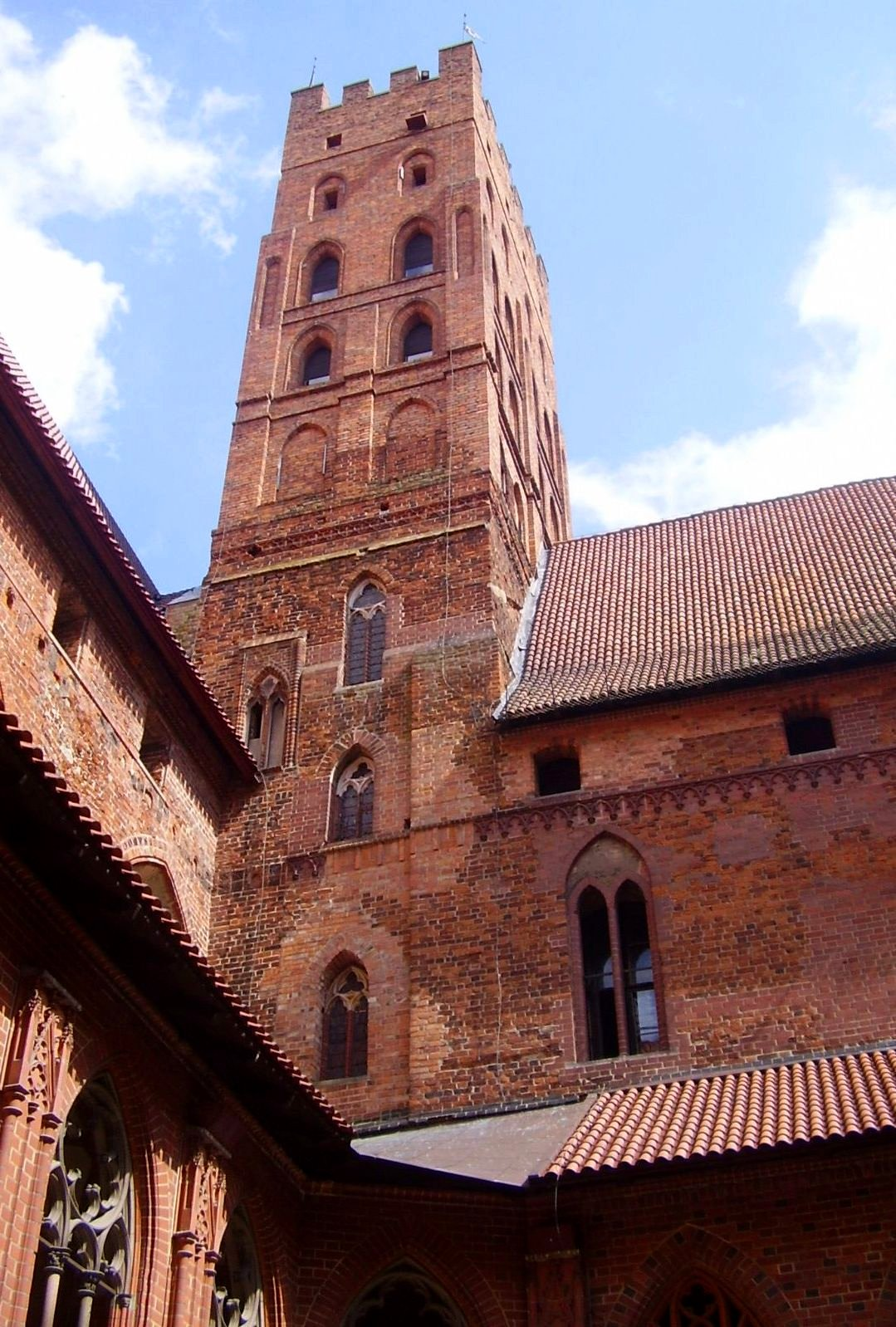
Una torre che dà sul chiostro del castello alto

Il castello di Malbork, che era in precedenza stato costruito ed ampliato dai cavalieri dell'Ordine teutonico, ha ritrovato le sue originali funzionalità con il dominio polacco. Furono investiti moltissimi soldi nella restaurazione di questa vasta fortezza gotica e i fondi destinati a questo scopo erano pochissimi. La risposta a questo fatto può essere trovata nelle scritture realizzate dagli inservienti che hanno lavorato nel castello. Uno dei primi reperti, risalente al 1565, accennava ad una grossa crepa nel muro esposto verso nord del refettorio la quale sarebbe costata moltissimi soldi allo Stato, che non ne aveva a volontà. Questo avvenimento marcò l'inizio di un dilemma che è stato risolto solo recentemente.
Un nuovo tetto per la chiesa fu completato nel 1647, dato che il precedente era sul punto di cedere. La riparazione degli altri difetti del castello richiese molto più tempo del previsto. La mancanza di operai causò, data la vecchiaia delle volte mai ristrutturate, la caduta di buona parte dell'ala meridionale e delle abitazioni nel castello medio nel 1675. I tetti furono riparati solo verso la metà del XVIII secolo e la cima della torre fu coperta da un tetto terminante con una lanterna. L'iniziativa del restauro fu presa dal re Augusto II di Polonia.
Negli inizi del XVII secolo il palazzo del proprietario del castello fu trasformato in un palazzo reale in quanto le precedenti stanze interne furono trasformate in appartamenti reali. Questo palazzo è stato, nel Castello di Malbork, l'edificio che ha subito meno danni: infatti è stato parzialmente abbattuto solo una volta durante l'invasione svedese durante la guerra dei trent'anni. Uno dei danni più gravi fu invece un incendio non di tipo doloso ai tetti del castello alto nel maggio del 1664, nel quale le strutture portanti delle gallerie coperte costruite dai cavalieri dell'Ordine teutonico cedettero. Furono ricostruite, ma questa volta in stile barocco.
Tra gli anni 1756 e 1767 un'ampia scuola gesuita fu aperta nella torre Priest, situata tra la chiesa della Nostra Signora e il castello medio. Dal 1652 al 1772 questa chiesa fu curata dai gesuiti. Tra il tardo XVII secolo e il primo XVIII secolo i lavori di restaurazione nel castello medio furono limitati alla ricostruzione di una piccola parte degli edifici, ossia solo quelli necessari ad accogliere il personale del castello.

### La devastazione prussiana

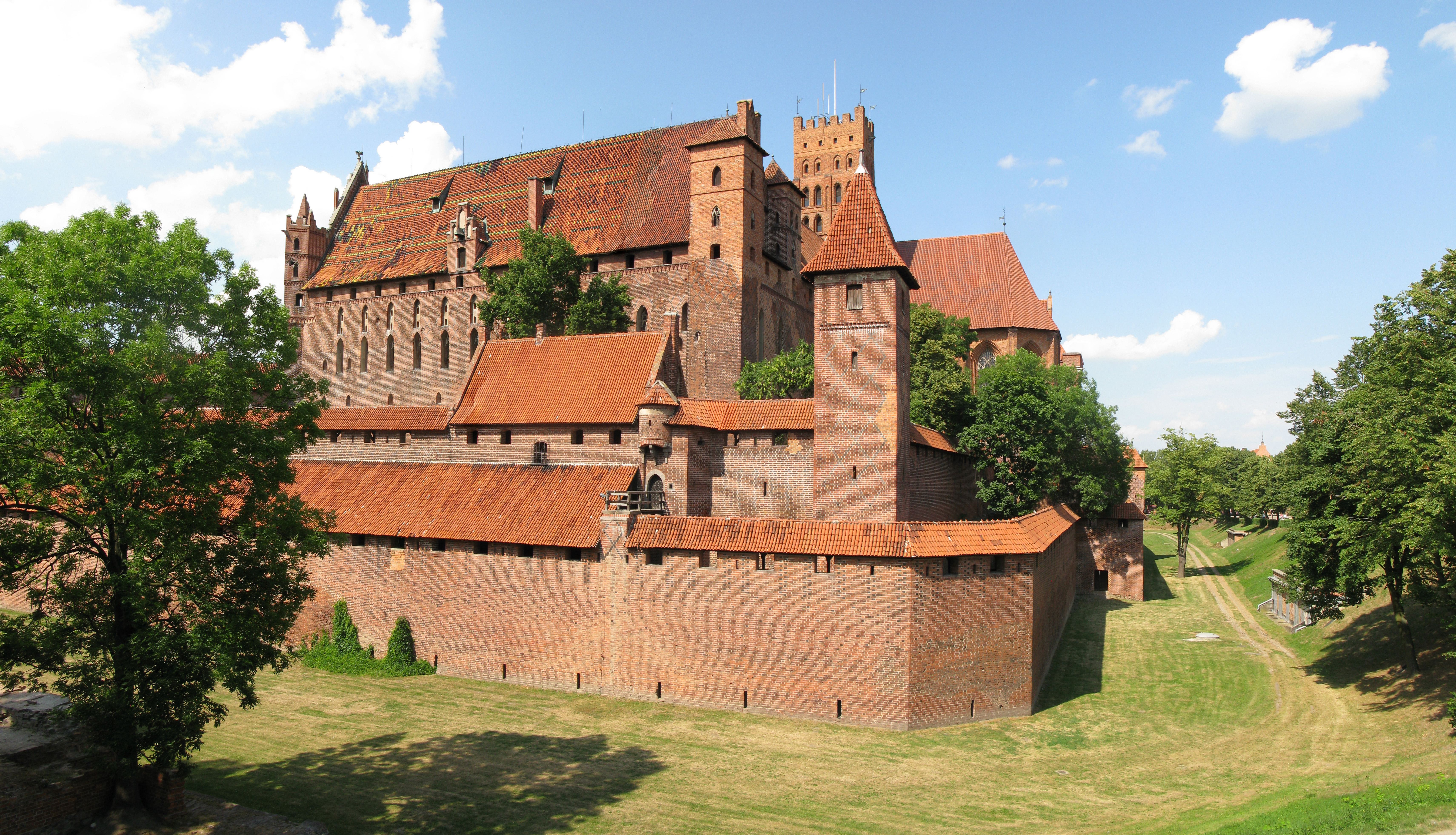
Panorama generale del castello alto

Nel settembre 1772 Malbork fu assediata dalle truppe prussiane. Occuparono il castello alto e il castello medio del castello di Malbork, che fu utilizzato per l'ultima volta da dei fanti polacchi tra il 1737 e il 1744. Nonostante le sue dimensioni imponenti, il castello sembrava essere troppo piccolo per contenere tutti i soldati prussiani, perciò vennero iniziati poco dopo il loro arrivo dei lavori di ampliamento. I chiostri furono coperti in alto da tetti di mattoni e il ponte che andava verso la città di Malbork fu incluso nell'ala sud date le vicinanze con i nuovi edifici. Inoltre, il refettorio nel castello medio fu convertito in un'arena per le corse equestri, l'entrata principale fu allargata, il pavimento in mattonelle demolito e alcune finestre chiuse. Verso il 1780 fu aperto un centro per la lavorazione del cotone nella casa del proprietario del castello, dove al momento vivevano i comandanti prussiani.
Questo periodo segnò l'inizio di circa vent'anni di cambiamenti architettonici, anche radicali, al castello. Questi lavori continuarono, malgrado la pubblicazione, nel 1799, di un album contenente delle immagini di Malbork, che coinvolse molte persone. Tra queste persone si ricordano F. Gill, illustratore, F. Frick, incisioni, e F. Rabe, mappe. L'introduzione di questo libro, che parla della storia della città, è invece stata scritta da Konrad Levezow. Gli scopi del libro sono quelli di far vedere alla gente la bellezza di Malbork e di convincere le autorità a smettere di demolire il castello. Malgrado questi sforzi, nello stesso anno il re Federico Guglielmo III di Prussia decise di dare al castello alto la funzione di riserva di armi. I lavori iniziarono nel 1801 e cambiarono radicalmente l'aspetto esterno della fortezza. Tutte le finestre medievali furono chiuse e ne furono create delle altre, posizionate a seconda di come sarebbe stato il nuovo assetto interno delle varie stanze. I tetti furono cambiati ed abbassati. Muri interni in pietra furono sostituiti ai muri in legno. Il castello medio subì pressappoco lo stesso trattamento e l'ala est fu convertita in un granaio. Per la sua costruzione fu necessario demolire la Cappella di San Bartolomeo. Dopo questi cambiamenti, il castello fu trasformato in una caserma.
Nel castello, nel primo decennio del XIX secolo, fu ritrovato un documento scritto da Max von Schenkendorf, uno studente reale, che fu pubblicato nel 1803 in un quotidiano di Berlino. L'autore, un giovane poeta romantico, era contro la demolizione del castello.

### La ristrutturazione

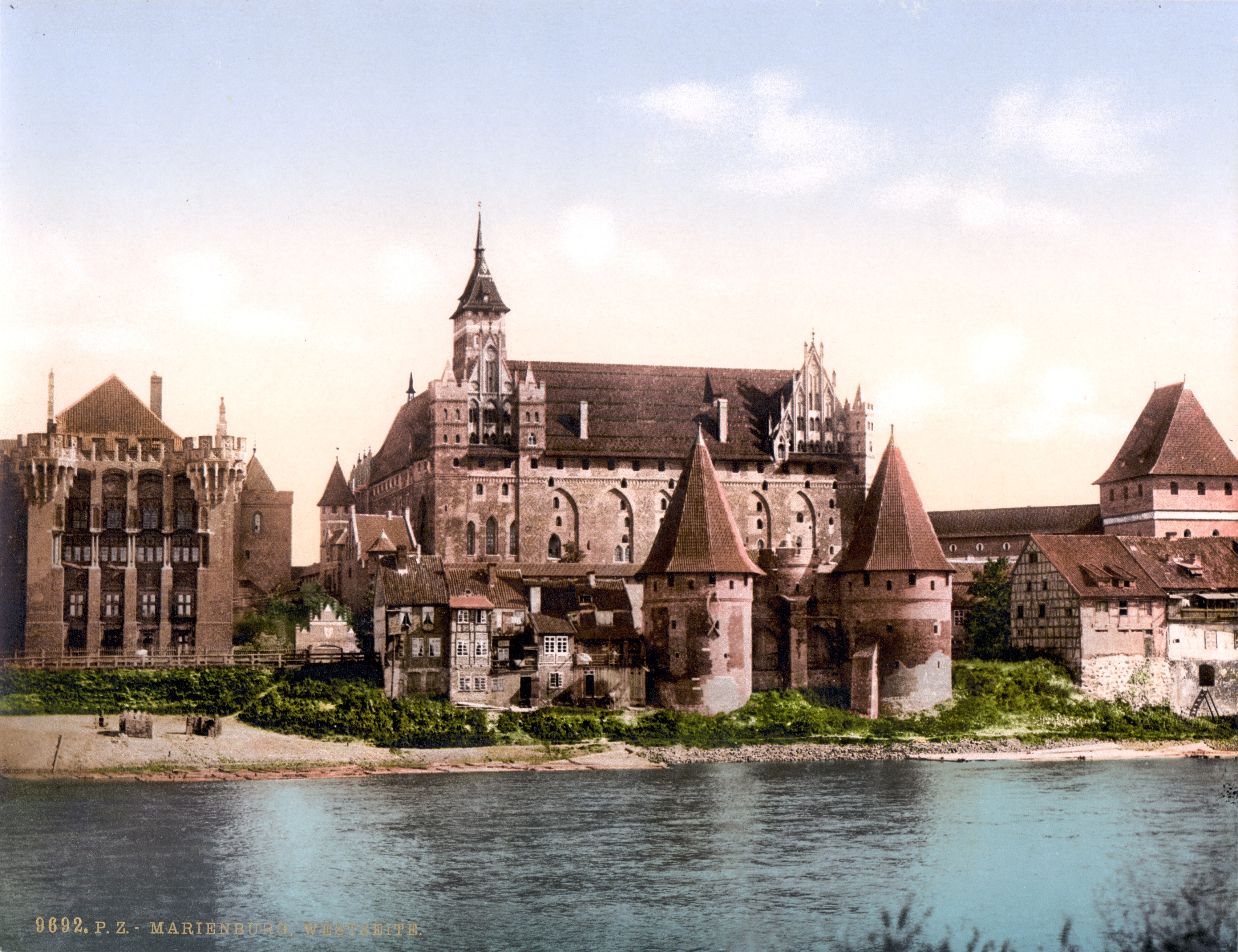
Vista del castello verso la fine del XIX secolo

Proposte sulla ricostruzione del castello iniziarono subito dopo l'abbandono della città di Malbork da parte delle truppe napoleoniche. Uno di questi progetti, proposto nel 1815 dal Governatore della Prussia occidentale, Theodor von Schön, che ricevette quest'ordine dal cancelliere ufficiale di Stato, Carlo Augusto di Sassonia-Weimar-Eisenach, fu accettato e perciò gli fu dato il permesso di dirigere i lavori. Nel 1816 fu formato un comitato per la restaurazione del castello di Malbork (in tedesco Schloß bauverwaltung Marienburg). I lavori iniziarono nel 1817, dalla ricostruzione parziale dell'ala est, una parte della quale nel XVII secolo fu demolita, e la cappella di Santa Caterina fu ricostruita. Tra gli anni 1819 e 1850, l'architetto August Gersdorff diresse i lavori di ristrutturazione del castello. Con l'aiuto di personaggi famosi, come il pittore e architetto Karl Friedrich Schinkel e gli storici Johannes Voigt e Ludwig Haebler, esperti di storia dei cavalieri dell'Ordine teutonico, condusse la ristrutturazione della parte occidentale del castello medio.
Dopo la rimozione dei telai, furono inserite nuove pavimentazioni in ceramica e furono montate nuove porte. Furono inoltre inserite delle finestre di vetro rappresentanti la storia dell'Ordine Teutonico nel refettorio. Le finestre nella parte orientale del refettorio furono sbloccate e i pavimenti rifatti. La ricostruzione del castello alto consistette nella restaurazione dei tetti e nella costruzione di una torre neogotica, risalente al 1842.

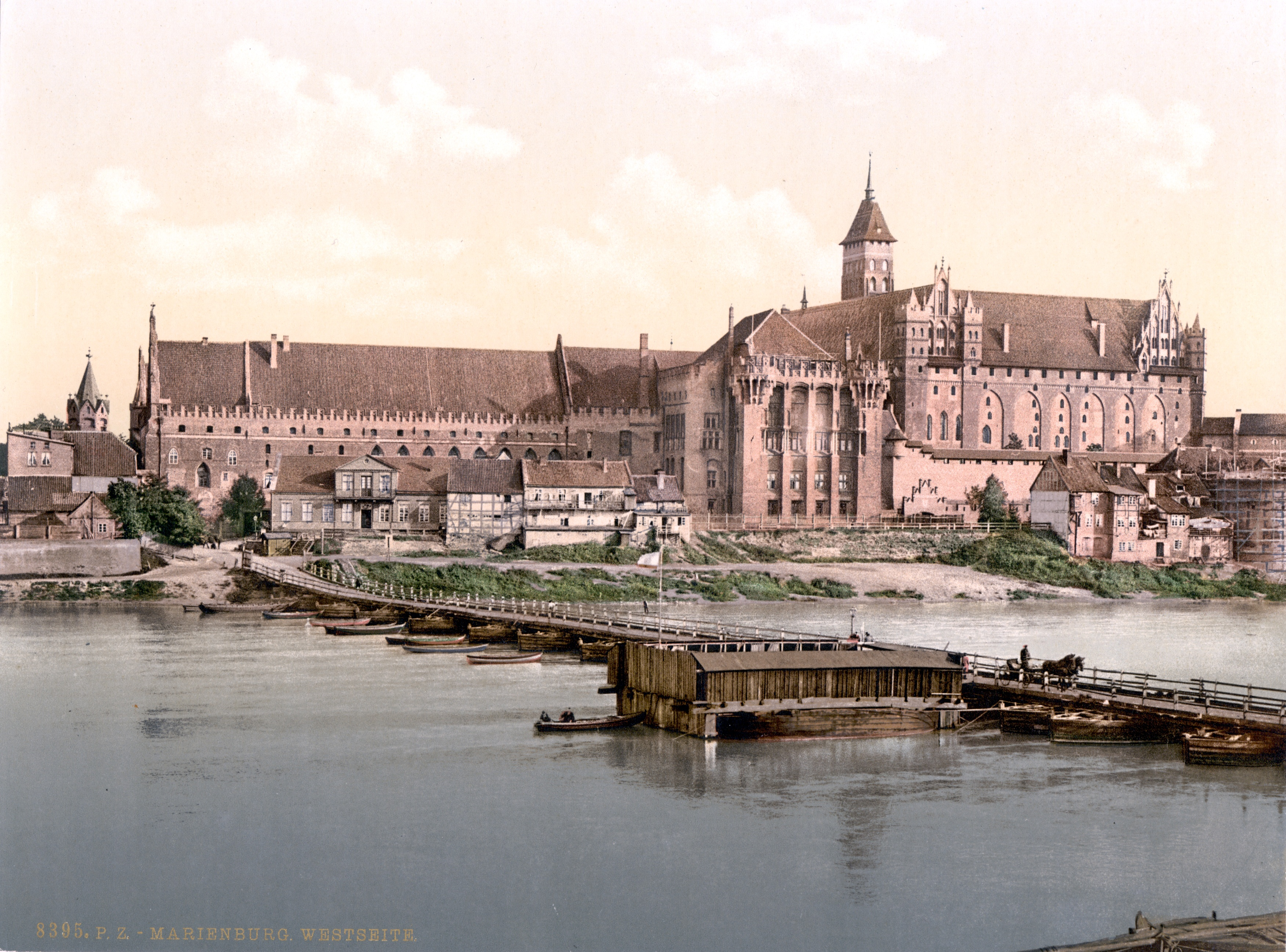
Il castello alto verso la fine del XIX secolo

Un fatto che risultò controverso tra gli storici dell'epoca fu la costruzione della nuova sommità del castello medio. Come deciso dall'architetto August Gersdorff, questa decorazione sarebbe stata parte dell'infermeria medievale del castello. Tra il 1849 e il 1850, Alexander Ferdinand von Quast, il primo guardiano del Castello di Malbork, espose delle opinioni negative riguardo a quanto veniva detto dagli storici. Divenne il dirigente dei lavori e mantenne tale posizione fino al 1876. Grazie a questa iniziativa, il muro occidentale cadente in pezzi del Grande Refettorio furono rinforzati con corpi interni in acciaio e il mosaico situato nella cattedrale del castello raffigurante la Vergine e il Bambino fu restaurato. Tale riparazione fu svolta da maestri veneziani, che, già cinque secoli prima, avevano costruito il mosaico originale.
Il castello fu visitato per controllare la sicurezza degli edifici da Hermann Blankenstein. Le sue ispezioni, avvenute nello stesso periodo nel quale veniva festeggiato il rientro della Prussia occidentale nel Regno di Prussia, avvenuto nella zona di Malbork nel settembre 1872. Con questo avvenimento, molti storici tedeschi visitarono Malbork, l'antica capitale dell'Ordine Teutonico, per approfondirne la storia.
Nel 1881, grazie all'attiva partecipazione del Governo dei Regno di Prussia, venne deciso di iniziare i lavori di costruzione della Chiesa della Beata Vergine Maria nel castello alto. Un anno dopo, il ministero della fede convocò una commissione per controllare i lavori in corso nel castello. A dirigere i lavori c'era il giovane architetto Conrad Emmanuel Steinbrecht, che in poco tempo ebbe la fama di essere uno dei più grandi architetti che si sono occupati del Castello di Malbork nella storia. Aveva già diretto i lavori di alcuni scavi archeologici in Grecia nel 1877 e diretto degli studi architettonici a livello statale, oltre che aver pubblicato il libro "Thorn im Mittelalter" nel 1881. I suoi principali metodi di lavoro erano i seguenti:
- precisa valutazione dello stato attuale dell'edificio;
- studi archeologici;
- studi scientifici;
- archiviazione degli studi;
- ristrutturazione immediata degli edifici cadenti in macerie.

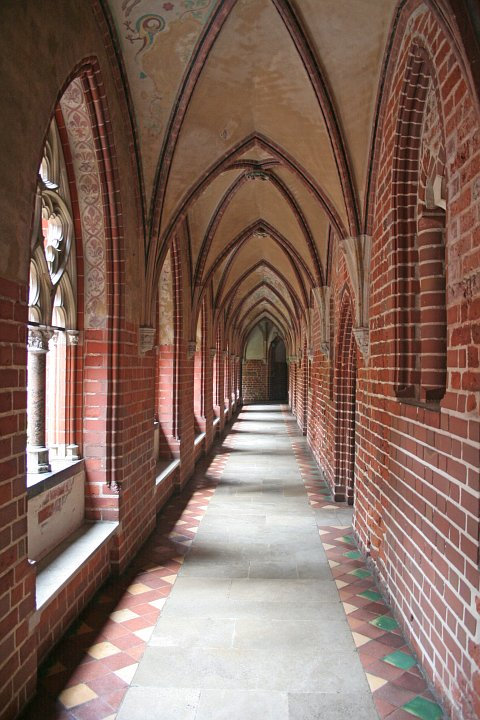
Il portico che scorre lungo il chiostro nel castello alto

Il suo principale motto era "non si possono fare passi avanti se non si ha spirito storico". Un ottimo esempio di applicazione dei suoi metodi di lavoro si può notare nella ristrutturazione del palazzo dei proprietari del castello. Grazie ai suoi studi estremamente accurati, gli oggetti medievali trovati fra le macerie furono ritrovati e riposti nella posizione originale.
Altri oggetti medievali furono finanziati principalmente dalla borsa della Prussia. La famiglia imperiale si interessò particolarmente della ristrutturazione del castello. Federico Guglielmo II di Prussia visitò questo monumento almeno trenta volte durante il suo regno. Il supporto finanziario fu anche garantito dalla Società per la Conservazione delle Bellezze di Malbork. Questa società fu fondata il 3 marzo dello stesso anno prendendo spunto da un'iniziativa intrapresa da alcuni ufficiali locali, da i Presidenti della Prussia occidentale e orientale e dal Sindaco di Danzica. Le vere e proprie radici della società si trovano tuttavia nel 1872, quando, durante le cerimonie di unificazione della Prussia, il Comitato per la Ricostruzione del castello alto di Malbork ritornò attivo.

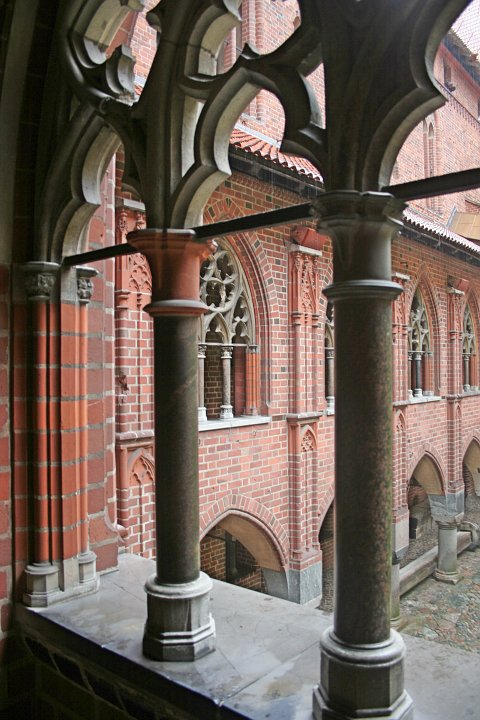
Il chiostro

I soldi venivano più che altro dalle lotterie, che iniziarono a prendere particolarmente vita dopo il 1886. L'idea di questo metodo finanziario nacque nel 1881 in Germania con la ricostruzione della Cattedrale di Colonia. I fondi permisero alla società un accurato restauro dei dipinti, degli affreschi e dei mosaici conservati nel castello, oltre che l'ottima ricostruzione del castello stesso.
Nel 1900 i più importanti progetti di ristrutturazione furono portati a termine. Furono ristrutturati gli interni della Chiesa della Nostra Signora, della Cappella di Sant'Anna, del palazzo del proprietario, delle cucine, delle sale da pranzo e delle stanze. I lavori nel castello medio continuarono fino al 1918 e interessavano l'ala est, la Cappella di San Bartolomeo, l'infermeria e le stanze. L'ala ovest comprendeva invece il refettorio.

### Il periodo tra le guerre mondiali
Verso la fine del giugno 1922, dopo quarant'anni di lavori di ristrutturazione, Conrad Emmanuel Steinbrecht iniziò il suo periodo di pensione. Il suo successore fu il maestro Bernhard Schmid, che fu poco prima eletto protettore dei monumenti storici della Prussia orientale. Fu sotto la sua supervisione che i lavori nel castello furono finalmente completati.
La Cappella di Santa Caterina fu completata nel 1922. Quattro anni dopo furono ricostruite le mura e le torri e nel 1931 i lavori per la costruzione di un nuovo ponte che avrebbe collegato il castello alla città, conosciuto come Ponte di Hindenburg, fu finito. Essendo stato ricostruito ed avendogli aggiunto alcuni particolari tipici dell'architettura neogotica, il castello fu aperto ai visitatori. Erano aperti al pubblico il refettorio, le cucine, il palazzo dei cavalieri, le stanze e la Chiesa della Nostra Signora.
Avendo il castello come attrazione turistica, gli abitanti di Malbork ne giovarono. Infatti questo poteva fornire nuovi posti di lavoro e quindi più denaro. Infatti questo monumento non attirava turisti soltanto dalla Prussia, ma anche dalla Germania.

### La seconda guerra mondiale

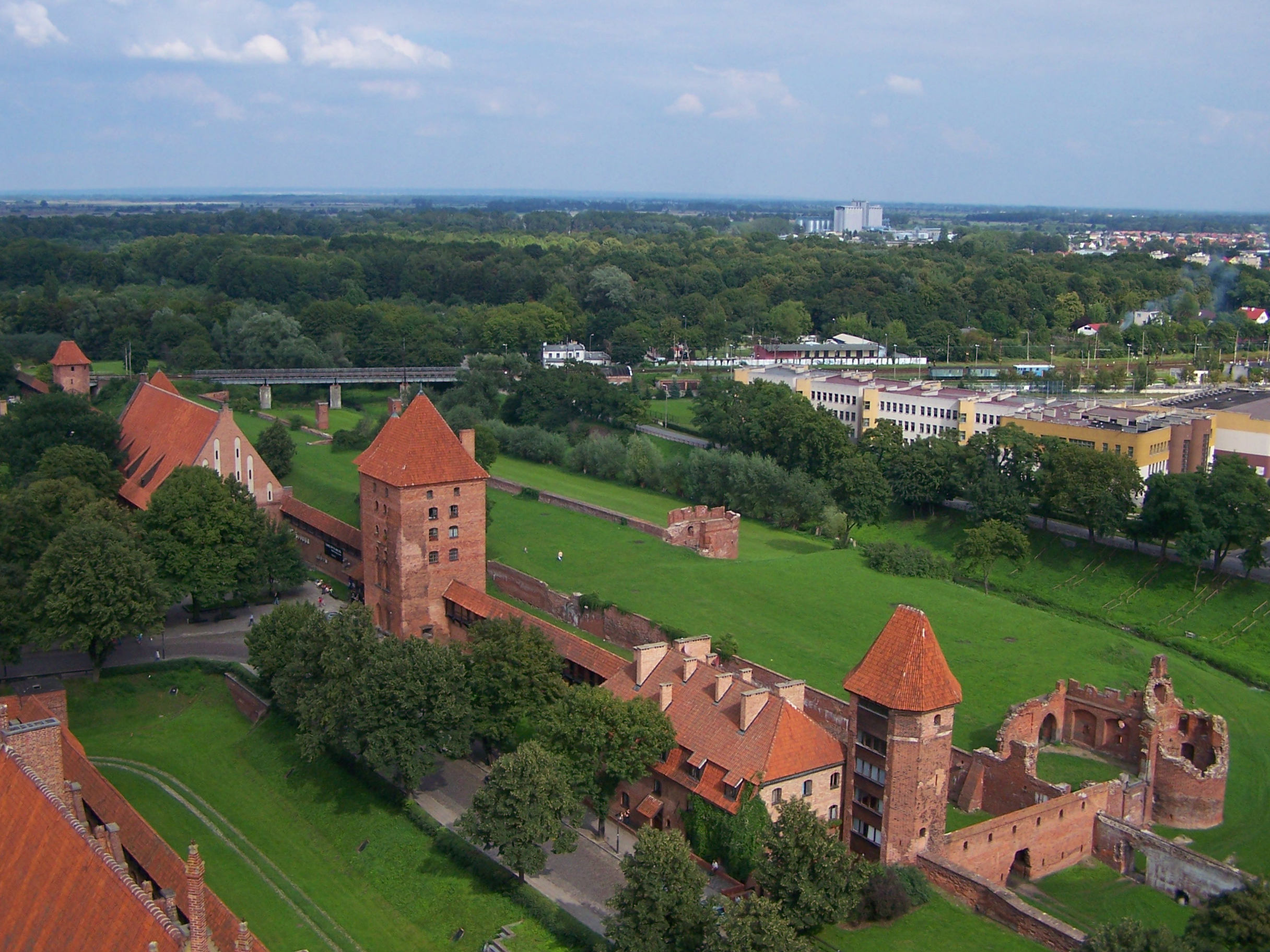
Foto aerea del castello e di Malbork

La situazione politica in Germania durante gli anni 1930 del XX secolo influenzò la vita nel Castello di Malbork. Il 1º maggio 1933 la bandiera del Terzo Reich venne montata sulla torre principale. Il castello, in quel periodo, ospitò varie conferenze tra gli ufficiali del Partito Nazista. Questi eventi spinsero alla necessità di un anfiteatro, progettato nel 1934, da costruire nella parte orientale del castello. Tuttavia, questo progetto non fu mai iniziato. Il 1º settembre 1939, nel refettorio, il Gauleiter Albert Forster annunciò ufficialmente il rientro dei terroristi che si erano stanziati sulla sponda occidentale della Vistola in Germania. Pochi mesi dopo questo avvenimento furono ripristinati i confini precedenti della Prussia occidentale.
Nel maggio 1940 la stessa sala fu utilizzata per una riunione di benvenuto alla Banderia Prutenorum, un'organizzazione simile a quella dei Cavalieri Teutonici ma originari del castello di Wawel, a Cracovia. Durante la seconda guerra mondiale il refettorio ospitò delle cerimonie per dare il benvenuto ai nuovi soldati che avrebbero combattuto in guerra. Nel 1941 iniziarono le preparazioni di un piano per proteggere dai bombardamenti aerei il Castello di Malbork. Tra i programmi dell'operazione c'era la protezione dell'affresco della Madonna nella Chiesa della Nostra Signora con una membrana resistente e la rimozione di tutte le vetrate.
Sia la città che il castello furono severamente danneggiati nel 1945. I combattimenti tra la guarnigione di Malbork e le unità russe causarono la distruzione di circa l'80% degli edifici antichi della città. La parte orientale del castello soffrì inoltre di seri danni. Il presbiterio della Chiesa della Nostra Signora fu demolito, insieme alla preziosa statua in granito della Madonna e il Bambino, la torre principale, l'ala est del castello medio e parte del castello basso. L'8 marzo i tedeschi si ritirarono.

### Dal dopoguerra ai giorni nostri

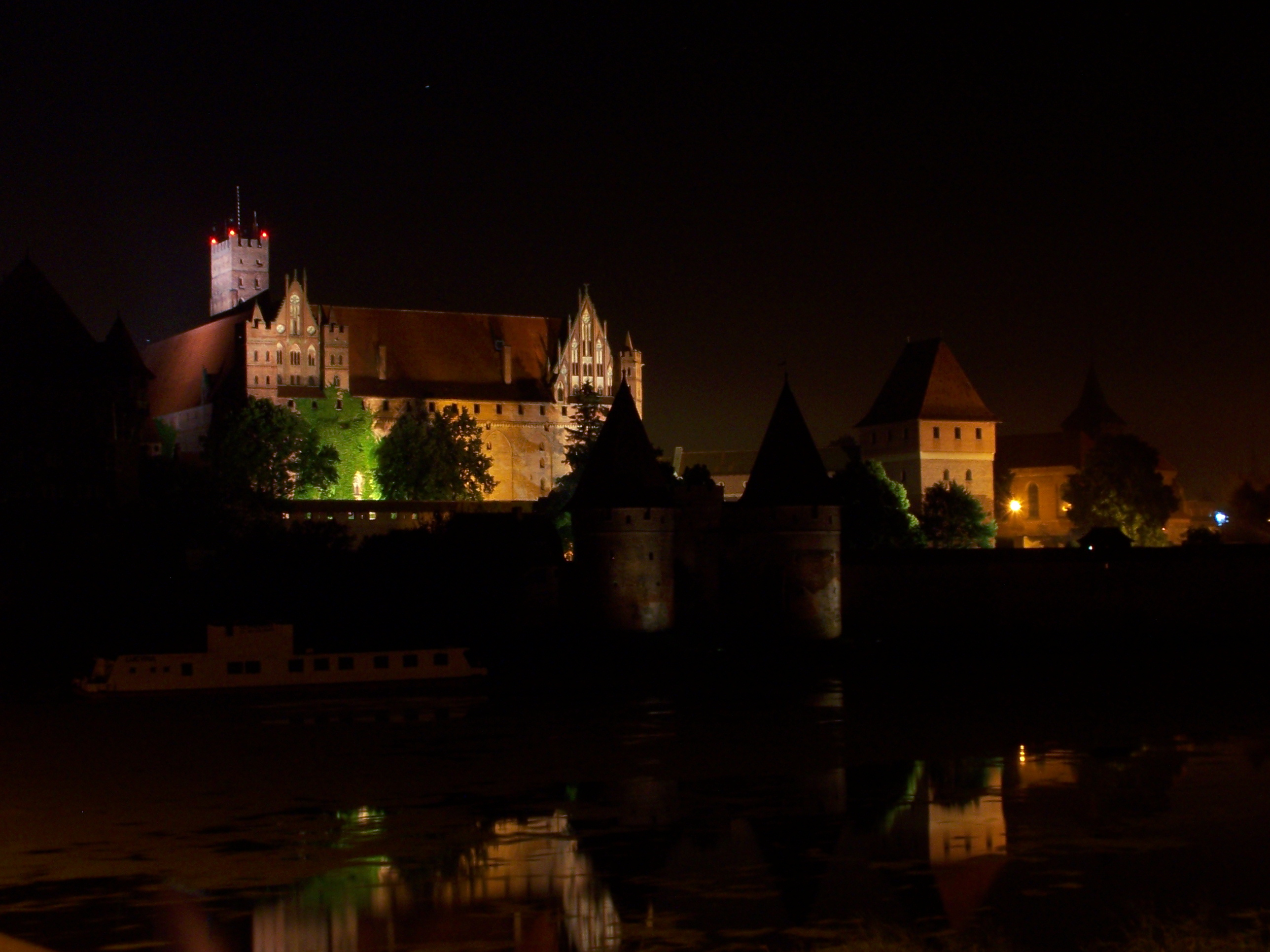
Vista notturna

Gli amministratori civili polacchi visitarono Malbork nell'aprile 1945, appena finite le battaglie, anche se i soldati tedeschi si trattennero qui fino al 1957. Verso la fine degli anni 1940 la maggior parte dei pochi edifici medievali rimasti nella città di Malbork fu demolita. Gli unici rimasti quando finirono i lavori verso gli inizi degli anni 1950 furono la chiesa parrocchiale, il municipio, due ponti e una parte delle mura.
Nel giugno 1957 il Comitato Pubblico per la Ricostruzione del Castello festeggiò il cinquecentesimo anniversario della liberazione di Malbork. In questo periodo il pianterreno dell'ala est nel castello medio fu aperta al pubblico per ospitarvi una locanda, che fu progettata per soddisfare i bisogni dei visitatori che si sarebbero soffermati a Malbork per delle notti o che avrebbero voluto consumare un pasto.
La celebrazione dell'anniversario fu organizzata al fine di sensibilizzare la gente della devastazione che aveva subito negli ultimi anni Malbork. Il 7 agosto 1945 fu aperto nel Castello di Malbork il Museo dell'armata polacca, i cui direttori decisero di riprendere alcuni oggetti appartenenti al castello ma esposti a Varsavia. Il 30 novembre 1950 il castello, che era già stato riconosciuto da un anno patrimonio storico ed architettonico nazionale, fu acquistato dal Ministero della Cultura e dell'Arte. Il Ministero passò nel 1951 la proprietà del castello all'associazione PTTK, la quale lo affittò poco tempo dopo all'Istituto Turistico di Sopot.

## Architettura

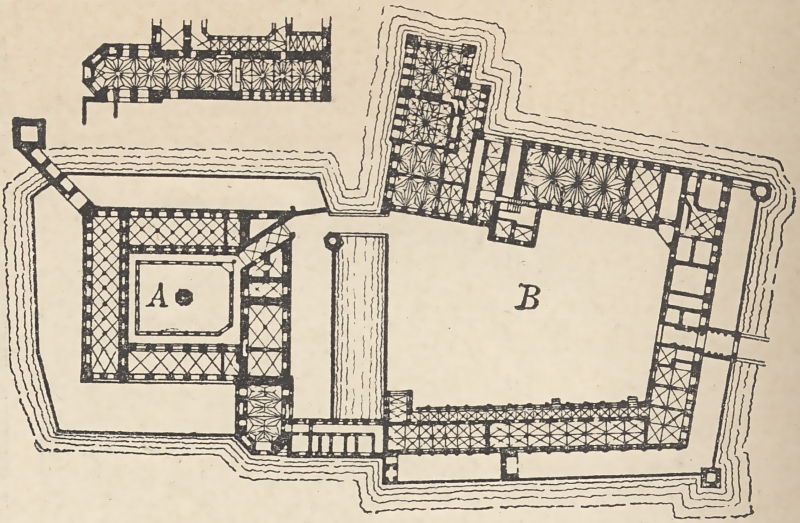
Planimetria del castello

Il Castello di Malbork è diviso in tre parti, quella bassa, quella media e quella alta. In quella alta sorgeva l'imponente palazzo del proprietario, costruito su quattro piani, che spettava al Grande Maestro dell'Ordine Teutonico che conquistava il castello. Il suo cortile interno è circondato da un porticato gotico con volte triangolari. La Porta d'Oro, costruita nel XIII secolo, è preceduta da un portico. La rosetta nella chiave di volta è scolpita con un'immagine di Gesù Cristo.
Il castello medio ha subito, nel tempo, molte modifiche. Il refettorio, con una doppia fila di finestre e volte a stella tardogotiche sostenute da una colonna di granito al centro, è la stanza più grande del castello. È divisa in due parti: una invernale e una estiva. Nel corso della dominazione prussiana il refettorio è diventato un'arena dedicata alle corse equestri. Nella parte media del castello erano inoltre presenti le abitazioni dei soldati e del personale del castello. Qui era inoltre presente la Chiesa di Santa Maria, dietro la quale è stata successivamente creata la Cappella di Sant'Anna, nella quale sono conservate le tombe nelle quali sono conservati i resti dei Grandi Maestri.
Il castello basso, costruito qualche decennio dopo la costruzione delle prime due parti del castello a causa dello spazio a disposizione nel castello insufficiente, ha ospitato le abitazioni dei soldati, il Karwan, spaccio di armi di vario genere, un granaio e un deposito di armi. Gli edifici, oggi parzialmente ristrutturati, ospitano un albergo.
Le tre sezioni nelle quali è separato il Castello di Malbork sono separate da fossati asciutti e da torri. Il castello è arrivato ad ospitare, nel tardo Medioevo, più di 3 000 persone, in uno spazio racchiuso tra le mura di 210 000 m², più del quadruplo del Castello di Windsor.

## Il museo

### Storia
Il Museo del Castello di Malbork fu inaugurato il 1º gennaio 1961. La decisione di aprire questo museo fu presa dopo un incendio avvenuto nel 1959 nei tetti delle ali occidentale e settentrionale del castello medio. Il 3 luglio 1965 il museo organizzò una mostra di oggetti in ambra nell'ala orientale del castello medio, all'epoca semiristrutturata. Con questo avvenimento si ricorda questo giorno come uno di quelli con il maggior numero di visitatori nella storia del Castello di Malbork. Gli spettacoli del gruppo Light and Sound (letteralmente Luce e Suono) vengono svolti qui dal 1980 e hanno una certa fama in Polonia.

### Collezione
Tra la collezione del castello si possono trovare antiche armature, molte delle quali furono ereditate nel 1896 da un famoso collezionista prussiano, Theodore von Blell. Secondo gli studi, alcune di queste risalivano all'epoca romana, altre all'epoca celtica e altre ancora dall'Asia orientale, fino a quelle più recenti del XIX secolo.
Un'altra parte della collezione è costituita dalle monete, raccolte dal consigliere del castello Jaquet, che riuscì a procurarne circa 10 000. Tra i più begli esempi di scultura gotica ci sono i tre altari conservati nel Castello di Malbork: l'altare Grudziadz costruito tra il 1370 e i 1380, l'altare Amburgo del 1499 e l'altare Teknit del 1504. Molti documenti storici sono conservati nell'archivio situato nella Torre Klesza, tra i quali si trovano alcune stampe reali e governative.
La collezione archeologica è composta perlopiù dai ritrovamenti risalenti all'epoca dell'Ordine Teutonico. Interessanti elementi di questa decorazione sono delle tegole finemente decorate provenienti dalla Città imperiale di Pechino e alcuni mattoni della Grande muraglia cinese. Una stanza del castello, chiamata Heimatmuseum, fu arredata con i mobili tradizionali della regione di Malbork.

## I proprietari del castello
I proprietari del Castello di Malbork, da quando era ancora un convento ad oggi, sono stati 70. Di seguito è riportata la lista di tutte le persone che hanno amministrato nella storia questo edificio.
| N° | Nome                              | Periodo   | N° | Nome                                     | Periodo      |
| -- | --------------------------------- | --------- | -- | ---------------------------------------- | ------------ |
| 1  | Sibrand                           | 1190      | 36 | Ludwig von Erlichshausen                 | 1450-1467    |
| 2  | Gerard                            | 1192      | 37 | Heinrich Reuß von Plauen                 | 1469-1470    |
| 3  | Heinrich                          | 1193-1194 | 38 | Heinrich Reffle von Richtenberg          | 1470-1477    |
| 4  | Ulrich                            | 1195      | 39 | Martin Truchseß von Wetzhausen           | 1477-1489    |
| 5  | Heinrich                          | 1196      | 40 | Johann von Tiefen                        | 1489-1497    |
| 6  | Heinrich Walpot von Bassenheim    | 1198-1200 | 41 | Federico di Sassonia                     | 1497-1510    |
| 7  | Otto von Kerpen                   | 1200-1208 | 42 | Alberto I di Prussia                     | 1511-1525    |
| 8  | Heinrich von Tunna                | 1208-1209 | 43 | Walter von Cronberg                      | 1527-1543    |
| 9  | Hermann von Salza                 | 1209-1239 | 44 | Wolfgang Schutzbar                       | 1543-1566    |
| 10 | Corrado di Turingia               | 1239-1240 | 45 | Georg Hundt von Weckheim                 | 1566-1572    |
| 11 | Gerhard von Malberg               | 1240-1244 | 46 | Heinrich von Bobenhausen                 | 1572-1590/95 |
| 12 | Heinrich von Hohenlohe            | 1244-1249 | 47 | Massimiliano d'Austria                   | 1590/95-1618 |
| 13 | Günther von Wüllersleben          | 1249-1252 | 48 | Carlo I d'Austria                        | 1619-1624    |
| 14 | Poppo von Osterna                 | 1252-1256 | 49 | Johann Eustach von Westernach            | 1625-1627    |
| 15 | Anno von Sangershausen            | 1256-1273 | 50 | Johann Kaspar von Stadion                | 1627-1641    |
| 16 | Hartmann von Heldrungen           | 1273-1282 | 51 | Leopoldo Guglielmo d'Austria             | 1641-1662    |
| 17 | Burchard von Schwanden            | 1282-1290 | 52 | Carlo Giuseppe d'Asburgo                 | 1662-1664    |
| 18 | Konrad von Feuchtwangen           | 1291-1296 | 53 | Johann Caspar von Ampringen              | 1664-1684    |
| 19 | Gottfried von Hohenlohe           | 1297-1303 | 54 | Luigi Antonio del Palatinato-Neuburg     | 1684-1694    |
| 20 | Siegfried von Feuchtwangen        | 1303-1311 | 55 | Francesco Luigi del Palatinato-Neuburg   | 1694-1732    |
| 21 | Karl von Trier                    | 1311-1324 | 56 | Clemente Augusto di Baviera              | 1732-1761    |
| 22 | Werner von Orseln                 | 1324-1330 | 57 | Carlo Alessandro di Lorena               | 1761-1780    |
| 23 | Luther von Braunschweig           | 1331-1335 | 58 | Massimiliano d'Asburgo-Lorena            | 1780-1801    |
| 24 | Dietrich von Altenburg            | 1335-1341 | 59 | Carlo d'Asburgo-Teschen                  | 1801-1804    |
| 25 | Ludolf König                      | 1342-1345 | 60 | Antonio Vittorio d'Asburgo-Lorena        | 1804-1835    |
| 26 | Heinrich Dusemer                  | 1345-1351 | 61 | Massimiliano d'Asburgo-Este              | 1835-1863    |
| 27 | Winrich von Kniprode              | 1352-1382 | 62 | Guglielmo Francesco d'Asburgo-Teschen    | 1863-1894    |
| 28 | Konrad Zöllner von Rothenstein    | 1382-1390 | 63 | Eugenio Ferdinando Pio d'Asburgo-Teschen | 1894-1923    |
| 29 | Konrad von Wallenrode             | 1391-1393 | 64 | Norbert Klein                            | 1923-1933    |
| 30 | Konrad von Jungingen              | 1393-1407 | 65 | Paul Heider                              | 1933-1936    |
| 31 | Ulrich von Jungingen              | 1407-1410 | 66 | Robert Schälzky                          | 1936-1948    |
| 32 | Heinrich von Plauen               | 1410-1413 | 67 | Marian Tumler                            | 1948-1970    |
| 33 | Michael Küchmeister von Sternberg | 1414-1422 | 68 | Ildefons Pauler                          | 1970-1988    |
| 34 | Paul von Rusdorf                  | 1422-1441 | 69 | Arnold Othmar Wieland                    | 1988-2000    |
| 35 | Konrad von Erlichshausen          | 1441-1449 | 70 | Bruno Platter                            | 2000-oggi    |